# František Tondra

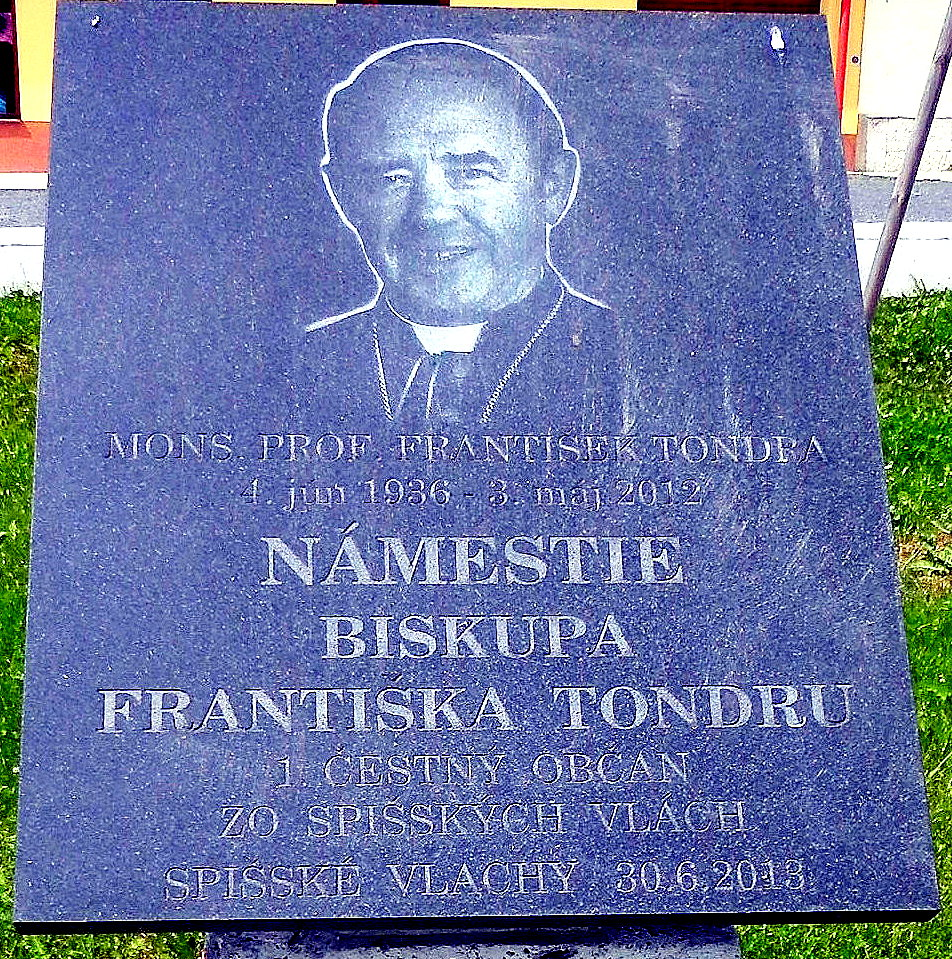
Gedenktafel in Spišské Vlachy

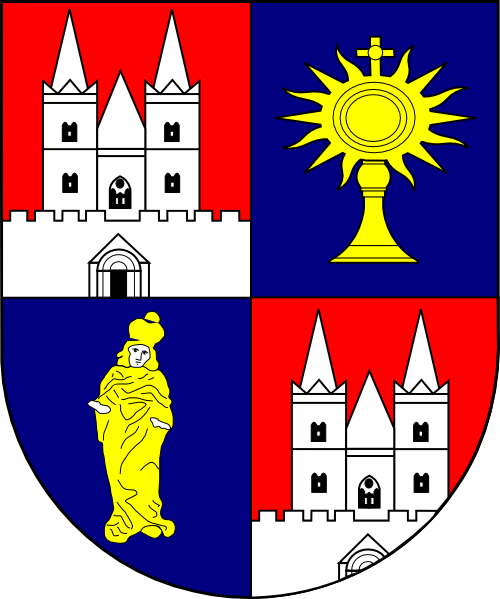
Wappen František Tondra, Bischof von Spiš

František Tondra (* 4. Juni 1936 in Spišské Vlachy, Tschechoslowakische Republik; † 3. Mai 2012 in Košice) war römisch-katholischer Bischof von Spiš (Zips) in der Ostslowakei.

## Leben
Tondra studierte Katholische Theologie und Philosophie in Bratislava. Die Priesterweihe empfing er am 1. Juli 1962. Nach einigen Jahren seelsorglicher Tätigkeit promovierte er 1978. In den Jahren 1983 bis 1989 lehrte er als Professor für Moraltheologie an der Comenius-Universität Bratislava.
Am 26. Juli 1989 wurde er von Papst Johannes Paul II. zum Bischof von Spiš ernannt. Die Bischofsweihe spendete ihm der Kardinalpräfekt der Kongregation für die Evangelisierung der Völker, Jozef Kardinal Tomko, in Spišské Podhradie am 9. September 1989. Mitkonsekratoren waren der Apostolische Nuntius, Francesco Colasuonno, und der Erzbischof von Tyrnau, Ján Sokol.
1990 wurde er zum stellvertretenden Vorsitzenden und 1991 in Nachfolge von František Kardinal Tomášek zum Vorsitzenden der Bischofskonferenz der Tschechoslowakei gewählt. Nachdem die Slowakei politisch selbstständig wurde, erhielt diese auch eine eigene slowakische Bischofskonferenz, die Bischof Tondra am 4. Mai 1993 zu ihrem Vorsitzenden wählte. Aus gesundheitlichen Gründen gab er bereits im April 1994 dieses Amt ab, wurde aber im August 2000 erneut zum Vorsitzenden der slowakischen Bischofskonferenz gewählt und jeweils im Jahr 2003 und 2006 bestätigt. Er war Mitglied der Kongregation für das Katholische Bildungswesen.
Am 4. August 2011 nahm Papst Benedikt XVI. das von František Tondra aus Altersgründen vorgebrachte Rücktrittsgesuch vom Amt des Bischofs von Spiš an.

## Ehrungen und Auszeichnungen
- 2003 – Slowakisches Fürst-Pribina-Kreuz (1. Klasse) durch den slowakischen Staatspräsidenten Rudolf Schuster[2]